# Port négrier de Bimbia
Pour les articles homonymes, voir Bimbia (homonymie).
Le port négrier de Bimbia est un vestige de la traite négrière dont il représenterait 10% du trafic. Il se trouve à Dikolo, une localité de Bimbia au Cameroun. 

## Histoire

### Rôle et Importance durant la traite négrière

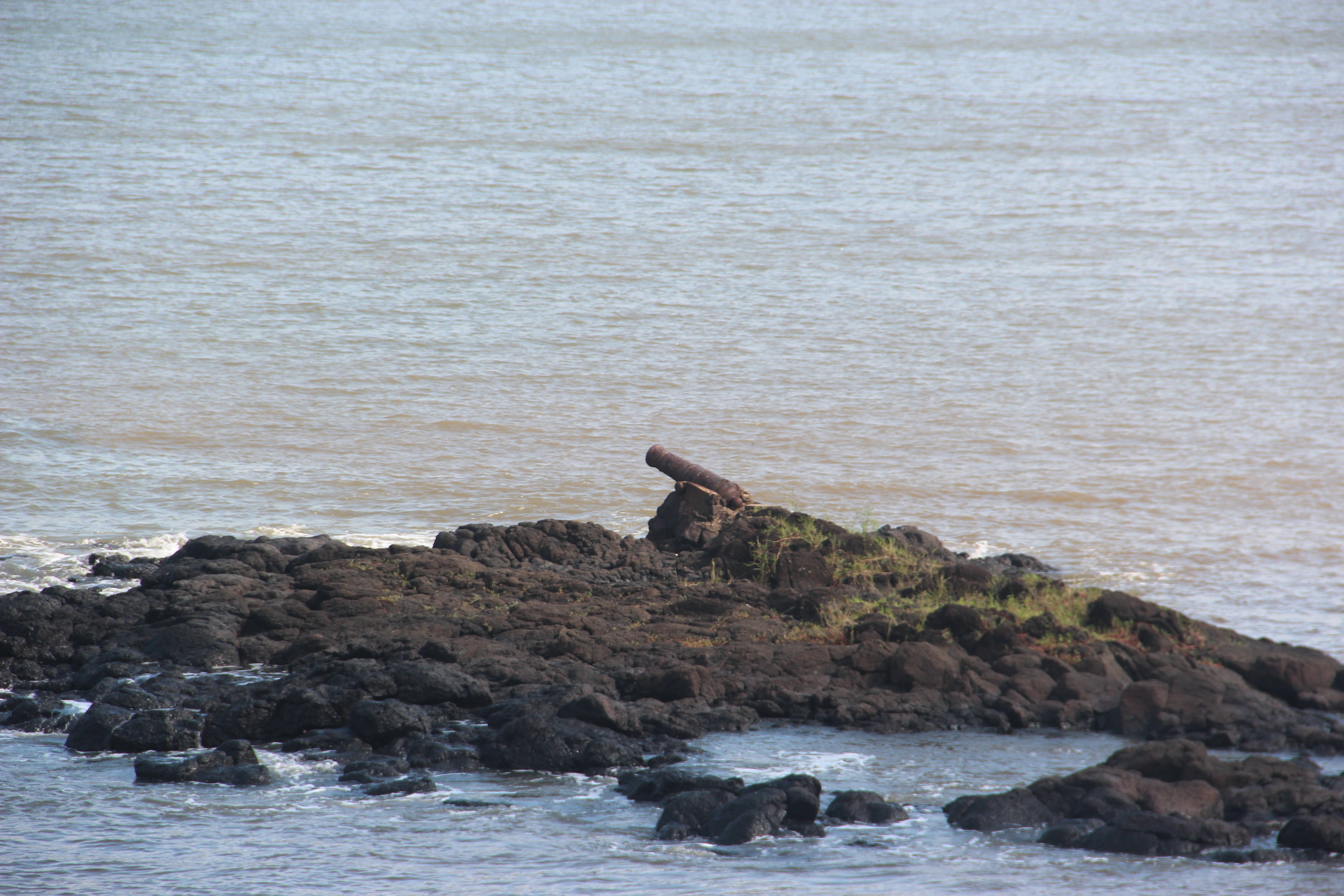
Canon allemand de Bimbia

Aux XVIIIe et XIXe siècles, des milliers d'esclaves déportés vers l'Amérique sont partis du comptoir de Bimbia, dans la localité de Dikolo, juché sur les hauteurs de la ville balnéaire de Limbé, dans le sud-ouest du Cameroun. 
Découvert en 1987, Bimbia est un site culturel classé au patrimoine national par l’État camerounais, candidat au patrimoine mondial de l’Unesco. Des archéologues arpentent cette nouvelle "route de l’esclave" après qu’y ont été découverts de nombreux vestiges. 

#### Authenticité du site

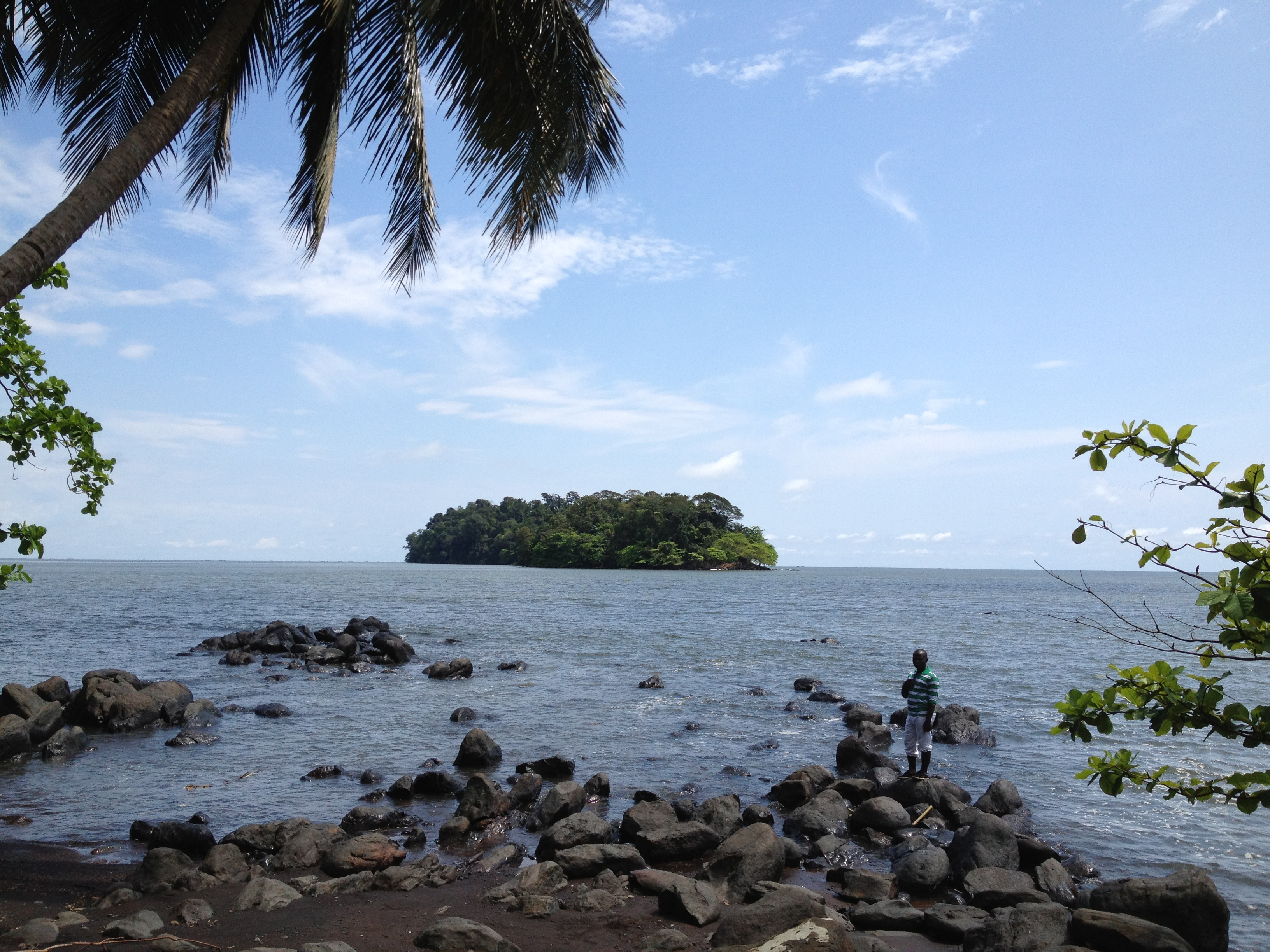
Nicholls Island, Île de la traite vu depuis Bimbia

La mangeoire des esclaves, une auge oblongue sur laquelle il est possible d’observer des restes de chaîne métallique montrent les traces de la traite. Les ruines des structures restées méconnues sont dans un environnement hostile, entre collines, ravins, volcan et côte rocheuse. Les Isubus utilisaient ces obstacles naturels pour se cacher et se procuraient les esclaves dans l’arrière-pays. 

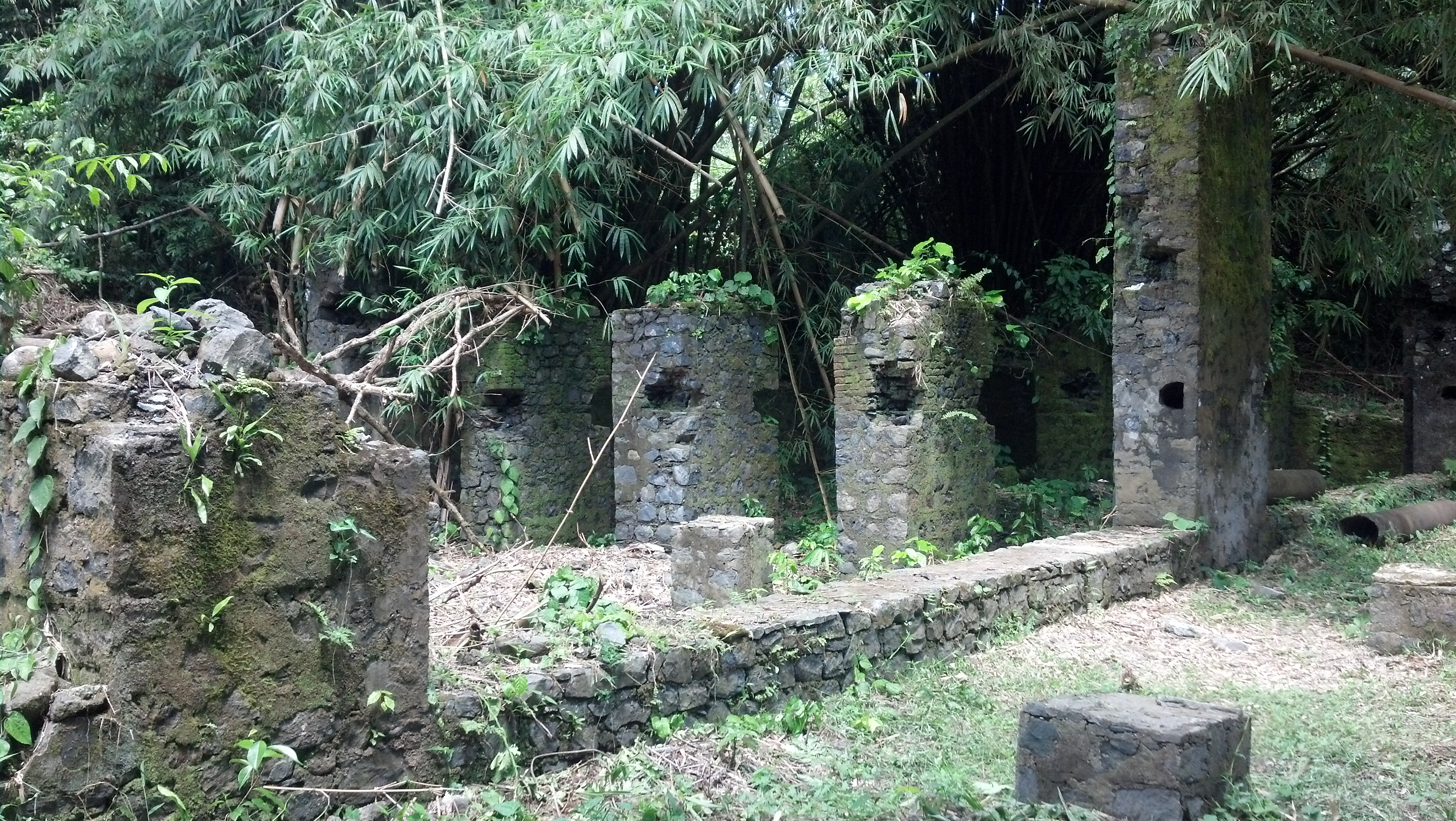
Ruine de la case des esclaves

Sur les ruines des bâtiments, se dressent encore de monumentaux pylônes de brique et de pierre. Des marques  suggèrent que les captifs y étaient enchaînés. Les changements climatiques ont conduit à la baisse du niveau de l’eau.
Les pirogues récupéraient les prisonniers pour les parquer ensuite sur Nicholls Island, à quelque 300 m des côtes, où la profondeur des eaux permettait aux bateaux d’accoster. 

##### Parties prenantes à la traite
Le roi Bilè, surnommé par les Anglais King William I of Bimbia, a convaincu les chefs des deux autres villages de l’État de prendre part au trafic même après l’abolition de l’esclavage.

##### Données de la traîte
Le port servi de zone de transit, d’entrepôt et de vente d’esclaves et de lieu d'embarquement des esclaves à venant ou en transit sur Bimbia. 
La tradition orale, confirmée par des recherches, révèle que
- Douze ou treize navires quittèrent Bimbia. Baptisé ANT, le premier a levé l’ancre en 1784 en direction de l’île de Grenade. Le dernier, le NINFA (a) MANTANZERA, parti en 1835, a accosté à Cuba. On retrouverait ainsi trace des esclaves qu’ils transportèrent en Caroline du Nord, au Brésil, en Guyane et à la Jamaïque.
- 2 393 hommes dont 42,3 % d’enfants embarquèrent à Bimbia, 2 078 étant parvenus à destination selon des documents écrits datant de cette époque.
- Les statistiques indiquent qu’il est parti davantage d’esclaves de Douala que de Bimbia, entre 1777 et 1821,
- Lisa Aubrey avance le chiffre de 46 000 à 68 000 esclaves pour l’ensemble du Cameroun, ce qui en ferait un centre de la traite négrière.

De nouvelles fouilles pourraient révéler d’autres vestiges à Douala où des marchés aux esclaves se sont tenus directement sur le fleuve Wouri et à Rio del Rey.
Résultats des travaux de recherche, du Dr. Lisa-Marie Aubrey
| Nom du navire   | Année | Pavillon de navire | Point de débarquement |
| --------------- | ----- | ------------------ | --------------------- |
| Ant             | 1784  | Grande Bretagne    | Grenade               |
| Ant             | 1784  | Grande Bretagne    | Grenade               |
| BEATRICE        | 1790  | Grande Bretagne    | Jamaica               |
| COBRA da AFRICA | 1837  | Portugal/Brazil    | Freetown              |
|                 |       |                    |                       |

### Dans les années 2010
Les autorités décident d'en faire un lieu de mémoire. Plusieurs activités liées à l'histoire de la traite y sont organisées.